# Койот-Ейкерс (Техас)
Койот-Ейкерс (англ. Coyote Acres) — переписна місцевість (CDP) в США, в окрузі Джим-Веллс штату Техас. Населення — 570 осіб (2020).

## Географія
Койот-Ейкерс розташований за координатами 27°42′47″ пн. ш. 98°8′5″ зх. д. / 27.71306° пн. ш. 98.13472° зх. д. (27.713177, -98.134633).  За даними Бюро перепису населення США в 2010 році переписна місцевість мала площу 13,28 км², уся площа — суходіл.

## Демографія
Згідно з переписом 2010 року, у переписній місцевості мешкало 508 осіб у 149 домогосподарствах у складі 126 родин. Густота населення становила 38 осіб/км².  Було 163 помешкання (12/км²).
Расовий склад населення:
| - 81,7 % — білих - 0,2 % — чорних або афроамериканців - 0,2 % — азіатів - 16,3 % — осіб інших рас |

До двох чи більше рас належало 1,6 %. Частка іспаномовних становила 88,2 % від усіх жителів.
За віковим діапазоном населення розподілялося таким чином: 30,3 % — особи молодші 18 років, 60,6 % — особи у віці 18—64 років, 9,1 % — особи у віці 65 років та старші. Медіана віку мешканця становила 32,9 року. На 100 осіб жіночої статі у переписній місцевості припадало 105,7 чоловіків;  на 100 жінок у віці від 18 років та старших — 98,9 чоловіків також старших 18 років.
Цивільне працевлаштоване населення становило 240 осіб. Основні галузі зайнятості: освіта, охорона здоров'я та соціальна допомога — 55,0 %, публічна адміністрація — 24,6 %, транспорт — 12,1 %, будівництво — 4,2 %.